# Hudson Square
Hudson Square é um bairro em Lower Manhattan, Nova York, aproximadamente delimitado pela Clarkson Street ao norte, Canal Street ao sul, Varick Street ao leste e o Rio Hudson ao oeste. Ao norte do bairro fica Greenwich Village, ao sul está TriBeCa, e ao leste estão South Village e SoHo. A área já foi conhecida como o Printing District, e até o século XXI, continua sendo um centro de atividades relacionadas à mídia, incluindo publicidade, design, comunicação e artes.
Dentro do bairro fica o distrito histórico de Charlton-King-Vandam, que contém a maior concentração de casas geminadas no estilo Revivalista Federalista e Grego construídas durante a primeira metade do século XIX. A característica mais importante dentro do bairro é a entrada de Manhattan para o Holland Tunnel. A estrutura mais alta do bairro é o condomínio Dominick.

## História
Quando George Washington liderou a defesa de Nova York contra os britânicos em 1776, sua sede estava localizada na Mortier House, no que é hoje as ruas Charlton e Varick. Um dos primeiros usos conhecidos do termo "Nova-iorquino" em um trabalho publicado é encontrado em uma carta que ele escreveu em Lower Manhattan.

## Demografia
Segundo o censo nacional de 2020, a sua população é de 3 092 habitantes e seu crescimento populacional na última década foi de 26,4%.
Residentes abaixo de 18 anos de idade representam 13,2%. Foi apurado que 9,4% são hispânicos ou latinos (de qualquer raça), 71,1% são brancos não hispânicos, 2,7% são negros/afro-americanos não hispânicos, 10,9% são asiáticos não hispânicos, 0,9% são de alguma outra raça não hispânica e 5,1% são não hispânicos de duas ou mais raças.
Possui 2 080 residências, um aumento de 33,0% em relação ao censo anterior, onde deste total, 18,2% das unidades habitacionais estão desocupadas. A média de ocupação é de 1,8 pessoas por residência.